# Ulf Schiewe

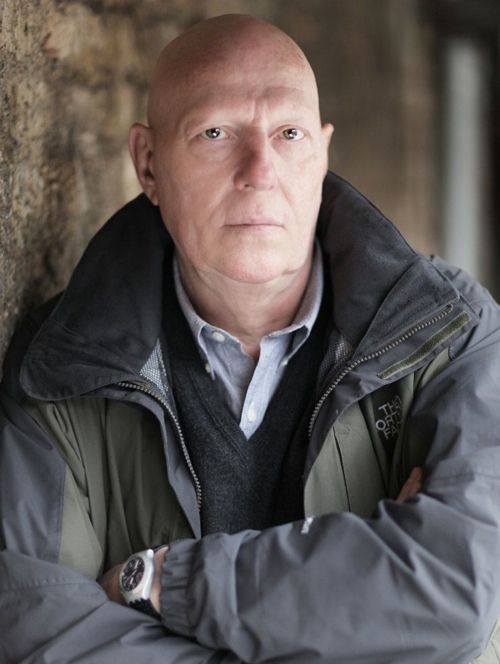
Ulf Schiewe (2010)

Ulf Schiewe (* 4. Oktober 1947 in Stadtoldendorf; † 24. März 2023 in Tutzing) war ein deutscher Schriftsteller historischer Romane.

## Leben
Ulf Schiewe wuchs in Münster auf, wo er das Gymnasium besuchte. Nach dem Abitur begeisterte er sich für die junge Computertechnologie und wurde Programmierer. Es folgten Berufsjahre in der Softwareentwicklung in der Schweiz, Frankreich und Brasilien. 1982, inzwischen in Brüssel tätig, wechselte er von  der Entwicklung zum Marketing von Software; dies in verschiedenen Managementpositionen, ab 1986 dann wieder in Deutschland. Zuletzt lebte er am Starnberger See.
Im Jahre 2005 begann Ulf Schiewe neben der beruflichen Tätigkeit seinen Debütroman, Der Bastard von Tolosa, zu schreiben, der 2009 bei Droemer Knaur erschien. Später wurde Ulf Schiewe vollzeitig als Schriftsteller tätig.

## Auszeichnungen
- 2014 Silberner Homer in der Kategorie Spannung & Abenteuer für Das Schwert des Normannen
- 2014 Bronzener Homer für Die Hure Babylon zu den Ereignissen des Zweiten Kreuzzugs
- 2020 Goldener Homer für Die Kinder von Nebra als besten historischen Roman des Jahres
- 2023 Silberner Homer für Der eiserne Herzog

## Werke
Die Montalban-Reihe
Die Reihe beginnt mit Der Bastard von Tolosa, der Geschichte eines Heimkehrers und Veteranen des Ersten Kreuzzugs, den in seiner südfranzösischen Heimat noch einmal Schlimmes erwartet, bevor er endgültig sein Kriegerleben beenden darf. Diesem Roman aus dem mittelalterlichen Südfrankreich folgten zwei weitere, Die Comtessa, über Ermengarde von Narbonne, und Die Hure Babylon, ein Abenteuer während des Zweiten Kreuzzugs. Obwohl unabhängige Geschichten, lassen sie sich doch zu einem Romanzyklus zusammenfassen, denn in ihnen werden neben bedeutenden historischen Ereignissen auch die weitergehenden Geschicke der provenzalischen Familie Montalban erzählt.
- Der Bastard von Tolosa, Droemer Knaur, 2009
- Die Comtessa, Droemer Knaur, 2011
- Die Hure Babylon, Droemer Knaur, 2012
- Die Mission des Kreuzritters, Lübbe Paperback, 2021. Die Entführung der Melisende von Jerusalem im Jahre 1129.

Die Normannen-Saga
Mit Das Schwert des Normannen erschien der erste Band einer historischen Abenteuer-Serie, die sich mit der Eroberung von Süditalien und Sizilien durch die Normannen beschäftigt. Der Erzähler ist der junge Normanne Gilbert, der seinem Herrn Robert Guiscard de Hauteville in den Süden folgt und die Entstehung des Normannenreich nicht nur miterlebt, sondern aktiv mitgestaltet.
- Das Schwert des Normannen, Knaur, 2013
- Die Rache des Normannen, Knaur, 2014
- Der Schwur des Normannen, Knaur, 2015
- Der Sturm der Normannen, Knaur, 2016

Herrscher des Nordens
erzählt das abenteuerliche Leben des Wikingerkönigs Harald Hardrada aus dem 11. Jahrhundert – seine Abenteuer und Kämpfe in Skandinavien, Russland und Konstantinopel, seine Frauen und sein unbezwingbarer Ehrgeiz, der ihn den norwegischen Thron erringen lässt und zuletzt nach England führt.
- Thors Hammer, Knaur, 2017
- Odins Blutraben, Knaur, 2017
- Die letzte Schlacht, Knaur, 2018

Einzeltitel
- Bucht der Schmuggler, Knaur, 2015. Schmuggler in der Karibik im frühen 17. Jahrhundert.
- Land im Sturm, Lübbe Hardcover, 2018. Die Geschichte einer Familie im Sturm der Zeiten.
- Der Attentäter, Lübbe Taschenbuch, 2019. Thriller: Das Attentat von Sarajevo 1914.
- Die Kinder von Nebra, Lübbe Hardcover, 2020. Roman zur Entstehung der Himmelsscheibe von Nebra.
- Der Eiserne Herzog, Lübbe Paperback, 2022. Die Eroberung Englands durch die Normannen.